# Antes muerta que Lichita
Antes muerta que Lichita é uma telenovela mexicana produzida por Rosy Ocampo para a Televisa e foi exibida pelo Las Estrellas de 24 de agosto de 2015 a 21 de fevereiro de 2016, substituindo Amores con trampa e sendo substituída por Sueño de amor, em 131 capítulos. É uma história original criada por Covadonga Espeso, Jordi Arencon, Marta Azcona e Ariana Martín.
É protagonizada por Maite Perroni e Arath de la Torre e antagonizada por Eduardo Santamarina, Ingrid Martz, Chantal Andere e Luz Elena González.

## Sinopse
Alicia "Lichita" Gutiérrez (Maite Perroni) é a empregada mais invisível da Icónika, a agência de publicidade mais importante da América Latina, empresa na qual Lichita trabalha há alguns anos como assistente com a ideia de ir subindo de posto por seu próprio esforço, mas a verdade é que ela nunca foi mais que uma “quebra-galho” sendo uma espécie de “faz-tudo”.
Ela faz de tudo para ajudar e apoiar sua família: a seus pais trabalhadores, a sua irmã festeira e a sua querida sobrinha. Apesar de tudo, Lichita sonha com que algum dia o amor chegue a tirá-la de sua existência sem sentido, mesmo que conscientemente saiba que ninguém se interessaria por ela, já que ela é um ser que é invisível aos olhos dos outros.
Em uma grande festa, Lichita conhece o atraente e encantador Roberto Duarte (Arath de la Torre). Mas, para sua enorme surpresa, este que é aparentemente o homem dos seus sonhos, a engana para entrar na Icónika como colaborador. O que ela não sabe são os motivos que levaram Roberto a fazer essa canalhice.
É assim como Lichita vive uma serie de humilhações e brincadeiras pesadas por parte dos empregados da Icónika. Isso inclui o bullying e a exploração de Luciana (Ingrid Martz), a arrogante e vaidosa sobrinha do dono da agência, que apesar de acabar de chegar ao México, consegue um cargo melhor que o de Lichita.
Cansada de não reconhecerem seu esforço de anos de trabalho, Lichita decide mudar e recuperar o que por direito lhe corresponde. Decidirá deixar de ser Lichita, para se transformar em Alicia, e lutará até contra sua própria natureza nobre para decretar: Antes morta que Lichita!

## Produção
- A trama teve título provisório de Más canija que ninguna.[4]

- Para protagonizar a trama, a produtora queria a atriz Eiza González.[5] Porém a atriz recusou o papel, alegando que não voltaria às telenovelas, pois tinha outros projetos[6].

- Outra atriz cotada para ser a protagonista da trama foi Thalía, que também recusou o papel, aceitando interpretar o tema de abertura da trama, que atualmente era "Mi persona favorita", Thalía, então ficou com o tema de abertura da segunda fase da trama "Si alguna vez".

- Também fizeram testes para ser a protagonista as atrizes Aislinn Derbez e Irán Castillo.[7]

- A atriz Ariadne Díaz chegou a ser anunciada como protagonista.[8] Porém a atriz desistiu do papel. A personagem acabou ficando com Maite Perroni, que também fez testes para a novela[9].

- Inicialmente o ator Eduardo Santamarina seria o protagonista da trama.[10] Porém, ele acabou ficando com o personagem vilão, o segundo de sua carreira[11]. O protagonista ficou com Arath de la Torre[12].

- É a primeira novela a ser gravada em resolução 4K.[13] As gravações foram feitas com câmeras digitais CineAlta, da Sony[14].

- As gravações terminaram dois meses antes do fim da novela antecessora, em dezembro de 2015.

## Elenco
| Intérprete            | Personagem                                        |
| --------------------- | ------------------------------------------------- |
| Maite Perroni         | Alicia "Lichita" Gutiérrez López                  |
| Arath de la Torre     | Roberto Duarte                                    |
| Eduardo Santamarina   | Augusto de Toledo y Mondragón                     |
| Ingrid Martz          | Luciana de Toledo y Mondragon Iribarren           |
| Chantal Andere        | Sandra Madariaga                                  |
| Manuel "Flaco" Ibáñez | Ignacio "Nacho" Gutiérrez Landeros                |
| Luz Elena González    | Jesusa "Chuchette" Urieta                         |
| Macaria               | Fátima García                                     |
| Gabriela Platas       | Beatriz Casablanca de De Toledo y Mondragón       |
| Silvia Pasquel        | Elsa López de Gutiérrez                           |
| Pablo Valentín        | Gumaro Sánchez                                    |
| Sherlyn               | Margarita "Magos" Gutiérrez López                 |
| Eddy Vilard           | Alejandro "Alex" de Toledo y Mondragón Casablanca |
| Patricio Borghetti    | Néstor Acosta                                     |
| Ricardo Fastlicht     | Elías Merchant                                    |
| Monica Ayos           | Valeria Iribarren vda. de De Toledo y Mondragón   |
| Wendy González        | Brisa Pacheco                                     |
| Diego de Erice        | Braulio Moncada                                   |
| Roberto Blandón       | Rafael de Toledo y Mondragón                      |
| Gabriel Soto          | Santiago de la Vega                               |
| Felipe Nájera         | Marcelo Lagomarsino                               |
| Patricia Navidad      | Marlene Garbo                                     |
| Ana Paula Martínez    | Ximena Gutiérrez López                            |
| Vanessa Díaz          | Dafne de Toledo y Mondragón Casablanca            |
| Patricio de la Garza  | Mateo Duarte Uribe                                |
| Jana Raluy            | Dra. Vênus Rodríguez                              |
| Carla Cardona         | Martha de Vidal                                   |
| Gonzalo Peña          | Ángel Vidal                                       |
| Ilse IKeda            | Ivonne                                            |
| Rebeca Gucón          | Ivette                                            |
| José María Negri      | Agente Macario Santillana                         |
| Roberto D'Amico       | Agente                                            |
| Fernando Larrañaga    | Agente                                            |
| Oswaldo Zárate        | Gerardo "El Gerrys"                               |
| Estrella Solís        | Paula "Pau"                                       |
| Ivan Nevelitchki      | Draco                                             |
| Roberto Sen           | Héctor Ontiveros                                  |
| Dominika Paleta       | Sheila Uribe Lazcano                              |
| Luis Orozco           | Vigilante                                         |
| Ángeles Balvanera     | Yesenia                                           |
| Ricardo Baranda       | Viriato Torres                                    |
| Eugenio Cobo          | Isidro Pacheco "El General"                       |
| Odalys Ramírez        | Magdalena                                         |
| Cristina Dacosta      | Ivanna                                            |
| Fernando Bueno        | El Chanclas                                       |
| Iván Caraza           | Detetive Pedro Carmona                            |
| Jorge Cañas           | Patiño                                            |
| Harding Junior        | Kenny Blake                                       |
| Yony Hernández        | Yurisander Valdés                                 |
| Jorge Ortín           | Gómez                                             |
| Hugo Macías Macotela  | Padre Pérez                                       |
| Gerardo Bosco         | Sr. Bisaborito                                    |
| Celeste Galván        | Sra. Bisaborito                                   |
| Jesús Carús           | Luis                                              |

## Audiência
A novela começou a ser exibida de 20h20 às 21h20. A partir de 1 de janeiro de 2016, passou a ser exibida de 20h30 às 21h30. O penúltimo capítulo teve duração de 1h30 começando às 20h30 até às 22h. O último capítulo teve duração de 2h30 começando às 20h e se entendendo até às 22h30. Foi a primeira novela a ter o penúltimo capítulo em um sábado.
A trama estreou com 18.4 pontos e foi o programa mais visto do dia. Sua média geral é de 20 pontos. Um índice bom em vista que sua meta era 20 pontos.

## Exibição

### No México
Foi reprisada pelo canal TLNovelas, de 17 de maio a 20 de agosto de 2021, substituindo Las tontas no van al cielo e sendo substituída por Qué pobres tan ricos.

### No Brasil
Ficou disponível na íntegra e com áudio dublado em português no novo catálogo de streaming VOD Novelas na Guigo TV, entre novembro de 2020 e abril de 2022. 

### Angola e Moçambique
Foi exibida pelo Canal Eva de 28 de maio a 28 de novembro de 2018 em 133 capítulos.
Foi exibida pelo canal pago TLN Network entre 16 de janeiro a 14 de julho de 2023 substituindo Mulheres de Negro e sendo  substituída por Maria do Bairro.

## Prêmios e indicações
| Ano  | Prêmiação          | Categoria                     | Indicado                                                                          | Resultado |
| ---- | ------------------ | ----------------------------- | --------------------------------------------------------------------------------- | --------- |
| 2016 | GLAAD Media Awards | Melhor Novela                 | Rosy Ocampo                                                                       | Indicada  |
| 2016 | Prêmio TVyNovelas  | Melhor Novela                 | Rosy Ocampo                                                                       | Indicada  |
| 2016 | Prêmio TVyNovelas  | Melhor Atriz                  | Maite Perroni                                                                     | Venceu    |
| 2016 | Prêmio TVyNovelas  | Melhor Ator                   | Arath de la Torre                                                                 | Indicado  |
| 2016 | Prêmio TVyNovelas  | Melhor Atriz Antagonista      | Ingrid Martz                                                                      | Indicada  |
| 2016 | Prêmio TVyNovelas  | Melhor Ator Antagonista       | Eduardo Santamarina                                                               | Indicado  |
| 2016 | Prêmio TVyNovelas  | Melhor Atriz Principal        | Silvia Pasquel                                                                    | Indicada  |
| 2016 | Prêmio TVyNovelas  | Melhor Ator Principal         | Manuel "Flaco" Ibáñez                                                             | Indicado  |
| 2016 | Prêmio TVyNovelas  | Melhor Atriz Co-protagonista  | Chantal Andere                                                                    | Indicada  |
| 2016 | Prêmio TVyNovelas  | Melhor Ator Co-protagonista   | Pablo Valentín                                                                    | Indicado  |
| 2016 | Prêmio TVyNovelas  | Melhor Atriz Coadjuvante      | Luz Elena González                                                                | Indicada  |
| 2016 | Prêmio TVyNovelas  | Melhor Ator Coadjuvante       | Ricardo Fastlicht                                                                 | Indicado  |
| 2016 | Prêmio TVyNovelas  | Melhor Atriz Juvenil          | Wendy González                                                                    | Venceu    |
| 2016 | Prêmio TVyNovelas  | Melhor Revelação Feminina     | Ana Paula Martínez                                                                | Indicada  |
| 2016 | Prêmio TVyNovelas  | Melhor Tema Musical           | "Si Alguna Vez" - (Thalía)                                                        | Indicado  |
| 2016 | Prêmio TVyNovelas  | Melhor História ou Adaptação  | Pedro Armando Rodríguez, Alejandra Romero Meza, Humberto Robles and Héctor Valdés | Indicado  |
| 2016 | Prêmio TVyNovelas  | Melhor Direção de Câmeras     | Daniel Ferrer e Alejandro Álvarez                                                 | Indicado  |
| 2016 | Prêmio TVyNovelas  | Melhor Direção de Cena        | Benjamín Cann e Rodrigo Zaunbos                                                   | Indicado  |
| 2016 | Prêmio TVyNovelas  | Melhor Elenco                 | —                                                                                 | Indicado  |
| 2016 | Prêmio TVyNovelas  | Melhor Novela Multiplataforma | —                                                                                 | Venceu    |
| 2016 | Premios Juventud   | Meu Protagonista Favorito     | Arath de la Torre                                                                 | Indicado  |
| 2016 | Premios Juventud   | Minha Protagonista Favorita   | Maite Perroni                                                                     | Venceu    |
| 2016 | Premios Juventud   | Melhor Tema de Novela         | "Si Alguna Vez" - (Thalía)                                                        | Indicado  |